# Penberthycroftita
La penberthycroftita és un mineral de la classe dels fosfats. Rep el nom de la mina Penberthy Croft, a Anglaterra, la seva localitat tipus.

## Característiques
La penberthycroftita és un arsenat de fórmula química [Al₆(AsO₄)₃(OH)9(H₂O)₅]·8H₂O. Va ser aprovada com a espècie vàlida per l'Associació Mineralògica Internacional l'any 2015, sent publicada per primera vegada un any després. Cristal·litza en el sistema monoclínic. És una espècie estretament relacionada amb la bettertonita, més hidratada. També és químicament similar a la liskeardita, la bulachita, la mansfieldita i la hidroniofarmacoalumita.
Les mostres que van servir per a determinar l'espècie, el que es coneix com a material tipus, es troben conservades a les col·leccions del Museu d'Història Natural de Londres (Anglaterra), amb el número de registre: bm.2015, i a les col·leccions mineralògiques del Museu Victoria, a Melbourne (Austràlia), amb el número de registre: m53452.

## Formació i jaciments
Va ser descrita per primera vegada a la mina Penberthy Croft, situada a la localitat de St Hilary, a la Cornualla (Anglaterra), on es troba en agregats densos de cristalls semblant a llistons dins d'una matriu de quars, chamosita i arsenopirita. Aquesta mina anglesa és l'únic indret de tot el planeta on ha estat descrita aquesta espècie mineral.